# My Bonnie lies over the ocean
My Bonnie lies over the ocean es una tonada tradicional escocesa que mantiene popularidad en la cultura occidental. Cabe destacar, que la palabra bonnie, en jerga escocesa, significa bonita o preciosa, haciendo referencia a una chica con dichas características.

## Historia
El origen de la canción se desconoce, aunque se sugiere a menudo que el sujeto al que alude podría ser Carlos Eduardo Estuardo, apodado en su época «Bonnie Prince Charlie».
En 1881, bajo el dúo de seudónimos H.J. Fulmer y J.T. Wood, Charles E. Pratt publicó la partitura de «Bring back my Bonnie to me».
Theodore Raph en su libro de 1964 American song treasury: 100 favorites, escribió que la gente solicitaba la partitura en los comercios de música durante la década de 1870, por lo que Pratt se convenció de publicar una versión bajo seudónimo. La pieza se convirtió en un gran éxito, especialmente popular entre los grupos de canto universitarios, pero también en cualquier presentación de música vocal.
En 1961 Tony Sheridan grabó una versión de la canción con el título más corto de My Bonnie, y acompañado por The Beatles antes que éstos adquirieran fama. En los créditos de la grabación se los mencionaba como los «Beat Brothers».

## Letra
| Versos originales en inglés | Traducción al español |
| --- | --- |
| My Bonnie lies over the ocean My Bonnie lies over the sea My Bonnie lies over the ocean Oh, bring back my Bonnie to me REFRAIN: Bring back, bring back Bring back my Bonnie to me, to me Bring back, bring back Bring back my Bonnie to me Last night as I lay on my pillow Last night as I lay on my bed Last night as I lay on my pillow I dreamt that my Bonnie was dead REFRAIN Oh blow the winds o'er the ocean And blow the winds o'er the sea Oh blow the winds o'er the ocean And bring back my Bonnie to me REFRAIN The winds have blown over the ocean The winds have blown over the sea The winds have blown over the ocean And brought back my Bonnie to me REFRAIN | Mi Bonnie está en el océano Mi Bonnie está en la mar Mi Bonnie está en el océano Oh, devuélveme a mi Bonnie CORO: Devuelve, devuelve, Devuélveme a mi Bonnie Devuelve, devuelve Devuélveme a mi Bonnie Anoche mientras yacía en mi almohada Anoche, mientras estaba yacía en mi cama Anoche mientras yacía en mi almohada Soñé que mi Bonnie estaba muerto CORO Oh, sopla el viento sobre el océano y sopla el viento sobre la mar, Oh, sopla el viento sobre el océano, y devuelve a mi Bonnie. CORO Los vientos han soplado sobre el océano los vientos han soplado sobre la mar, los vientos han soplado sobre el océano y han devuelto a mi Bonnie. CORO |

## Parodias
Existen numerosas variaciones y parodias de la canción. 
Muchas de ellas provienen de su utilización en música infantil y en campamentos de organizaciones de escultismo. Las versiones para campamento suelen acompañarse con movimientos interactivos, como sentarse o pararse cada vez que se entona una letra determinada del abecedario.
En la serie Cómo conocía a vuestra madre (How I met your mother, temporada 6, episodio 10), Barney Stinson y Marshall Eriksen cantan "My blitzy lies over the Ocean" en referencia al fenómeno Blitz, por el que la persona que es Blitz se pierde todos los eventos imcreíbles que ocurren en una fiesta (todos pasan después de que el Blitz abandone la fiesta).